# Diego Hurtado de Mendoza (explorador)
Diego Hurtado de Mendoza o Diego de Hurtado (s. XVI), va ser un explorador espanyol, Primer explorador de la costa Californiana i descobridor de les Illes Marías (que anomenà de la Magdalena). Era cosí del conqueridor de Mèxic Hernán Cortés.

## Primer viatge d'exploració de la Mar del Sud
En la quarta Carta de Relació, datada a Mèxic el 15 d'octubre de 1524, escriu Hernán Cortés a l'Emperador Carles V de la preparació de vaixells per explorar i sotmetre nous regnes sobre la Mar del Sud, idea que bullia en la seva ment des de fa dos anys, tot just consumada la conquesta de la gran Tenochtitlan. En 1529, estant Cortés a Espanya, va signar un conveni amb la Corona espanyola, pel qual es obligava a enviar pel seu compte "armades per descobrir illes i territoris en la Mar del Sud (Oceà Pacífic) ".
Desitjava trobar, a més del domini territorial i les possibles guanys en metalls preciosos a les noves terres a descobrir, un pas de mar entre l'Oceà Pacífic i l'Oceà Atlàntic, ja que es pensava que si Fernando de Magallanes havia trobat un estret que comunicava els dos oceans pel sud, també hauria d'existir un altre pas pel nord. Aquest pas marítim era el mític Estret d'Aniana. En l'esmentat conveni s'estipulava que de les terres i guanys que es obtingueren, una desena part correspondrien al descobridor en propietat perpètua, per a si i els seus descendents.
Va enviar Cortés amb aquesta finalitat la primera expedició exploradora cap al nord el 1532 a dos vaixells, el San Miguel i el San Marcos sota el comandament del seu cosí Diego Hurtado de Mendoza, que comandava la petita expedició a bord del San Marcos, mentre manava el San Miguel el capità Joan de Mazuela.
Va partir l'expedició en aquests vaixells des Tehuantepec (Oaxaca). Després de tocar Manzanillo (Estat de Colima) es van anar costejant les costes de Jalisco i Nayarit, que en aquell temps formaven part de l'audiència de la Nova Galícia, fins a descobrir les tres Illes Marías, a les quals va nomenar Madalenas. D'aquí van tornar a terra ferma i van tractar d'obtenir abastament d'aigua a la badia de Matanchén (Nayarit), abastament que els va ser negat per ordres de Nuño Beltrán de Guzmán, propietari i senyor de la regió.

## Naufragi i mort
El vaixell San Miguel, maltractat per les tempestes i amotinada la tripulació, va emprendre el retorn, va arribar a les costes de Jalisco i va acabar en mans de Nuño Beltrán de Guzmán, mentre que l'altre vaixell San Marcos, en el qual anava Diego Hurtado, va prendre rumb al nord. Mai cap dels que anaven a bord va tornar a la Nova Espanya ni es va tornar a tenir notícies d'ells. Anys després, l'autor de la Segona Relació anònima de la jornada que va fer Nuño de Guzmán a la Nova Galícia recollir algunes informacions que fan suposar que la nau que manava Diego Hurtado de Mendoza havia naufragat al litoral nord de l'actual estat de Sinaloa, morint ell i la resta de la tripulació. En aquest viatge es van reconèixer els litorals del que avui són els estats mexicans de Guerrero, Michoacán, Colima, Jalisco i Nayarit. A més es van descobrir les Illes Marías davant les costes de Nayarit.